# Jacqueline Seignol
Jacqueline Seignol, née le 20 décembre 1921 à Paris, est une nageuse française, spécialisée en dos. 

## Biographie
Jacqueline Hélène Seignol naît à Paris en 1921, fille d'Édouard Frédéric Charles Seignol, industriel, et de Marguerite Henriette Gillet, son épouse.
Elle est sacrée championne de France de natation sur 100 m dos en 1939.
Sa sœur Hélène Seignol (1923-1999) a disputé quelques compétitions de natation au début des années 1940.
La carrière de Jacqueline Seignol se termine peu avant son mariage, qui se tient en 1946 à Paris,.